# 吉蘭泰龍屬
吉蘭泰龍屬（學名：Chilantaisaurus）是獸腳亞目新獵龍科下的一屬，化石發現於中國的蘇紅圖组（Suhongtu Formation），約1,17至1,04亿年前。吉蘭泰龍是種大型恐龍，身長約11~13公尺長，體重估計值介於2.5公噸到4公噸之間。近年另有研究估計約為6公噸重。

## 分類歷史
模式種是大水溝吉蘭泰龍（C. tashuikouensis），於1964年由胡所描述。他認為牠是屬於肉食龍下目，且與異特龍有接近親緣關係。但後來的多次研究，根據前肢的大型指爪，推測牠是屬於棘龍超科，有可能是棘龍科的原始物種。也有研究根據其與異特龍超科、棘龍超科、虛骨龍類的相似處，而認為吉蘭泰龍是新堅尾龍類的未定位屬。在2009年，新研究發現吉蘭泰龍與肉食龍類的假鯊齒龍有可能是同種動物，兩者化石發現於不同地層，體型有極大差距。同年的另一份研究，顯示吉蘭泰龍與假鯊齒龍並非同種動物，並將吉蘭泰龍歸類於新建立的新獵龍科，是異特龍的近親。
除了模式種以外，還有幾個種亦被建立，但都是基於一些很缺乏的遺骸。西伯利亞吉蘭泰龍（C. sibiricus）的化石是一節末端蹠骨，發現於俄羅斯布里亞特共和國，地質年代相當於白堊紀早期的巴列姆階到豪特里維階。由於化石少，研究描述很不清楚，無法確定這些化石的演化、分類關係。毛儿图吉兰泰龙（C. maortuensis）有可能是原始的虛骨龍類恐龍，已在2009年被建立為假鯊齒龍。浙江吉兰泰龙（C. zheziangensis）的骨頭則是來自鐮刀龍超科，可能事實上是來自於南雄龍模式標本的同一個體。

## 外部連結
- Chilantaisaurus （页面存档备份，存于） in the Dinosaur Encyclopedia